# Ordinariato para los católicos de rito armenio residentes en Grecia
El ordinariato para los católicos de rito armenio residentes en Grecia (en latín: Ordinariatus Graeciae, en griego: Εξαρχία των εν Ελλάδι Αρμενίων Καθολικών y en armenio: Հունաստանի առաջնորդություն) es una circunscripción eclesiástica de la Iglesia católica en Grecia. Se trata de un ordinariato armenio, inmediatamente sujeto a la Santa Sede. Desde el 25 de enero de 2025 su ordinario es el presbítero Mikaël Bassalé, del Instituto del clero patriarcal de Bzommar.

## Territorio y organización
El ordinariato tiene 131 957 km² y extiende su jurisdicción sobre los fieles católicos de rito armenio residentes en Grecia.
La sede del ordinariato se encuentra en la ciudad de Atenas, en donde se halla la Catedral de San Gregorio el Iluminador. En El Pireo se halla a capilla de Santa Teresa.
En 2023 en el ordinariato existía una parroquia, la catedral.

## Historia
La presencia de armenios pertenecientes a la Iglesia apostólica armenia en Grecia data del siglo XVI.
El ordinariato fue erigido el 21 de diciembre de 1925 para los armenios católicos que llegaron a Grecia durante la Primera Guerra Mundial escapando del genocidio armenio.
Al final de la Segunda Guerra Mundial muchos armenios emigraron desde Grecia a Armenia, Estados Unidos, Canadá, Argentina y Australia.

## Estadísticas
Según el Anuario Pontificio 2024 el ordinariato tenía a fines de 2023 un total de 200 fieles bautizados.
| Año                                                                             | Población            | Población | Población      | Sacerdotes | Sacerdotes    | Sacerdotes    | Bautizados por sacerdote | Diáconos permanentes | Religiosos | Religiosos | Parroquias |
| Año                                                                             | Bautizados católicos | Total     | % de católicos | Total      | Clero secular | Clero regular | Bautizados por sacerdote | Diáconos permanentes | Varones    | Mujeres    | Parroquias |
| ------------------------------------------------------------------------------- | -------------------- | --------- | -------------- | ---------- | ------------- | ------------- | ------------------------ | -------------------- | ---------- | ---------- | ---------- |
| 1950                                                                            | 450                  | ?         | ?              | 2          | 2             |               | 225                      |                      |            |            | 2          |
| 1970                                                                            | ?                    | ?         | ?              | 4          | 2             | 2             | ?                        |                      | 2          |            | 1          |
| 1980                                                                            | 700                  | ?         | ?              | 1          | 1             |               | 700                      |                      |            |            | 2          |
| 1990                                                                            | 650                  | ?         | ?              | 1          | 1             |               | 650                      |                      |            |            | 2          |
| 1999                                                                            | 600                  | ?         | ?              |            |               |               |                          |                      |            |            | 1          |
| 2000                                                                            | 550                  | ?         | ?              |            |               |               |                          |                      |            |            | 1          |
| 2001                                                                            | 550                  | ?         | ?              | 1          | 1             |               | 550                      |                      |            |            | 1          |
| 2002                                                                            | 550                  | ?         | ?              | 1          | 1             |               | 550                      |                      |            |            | 1          |
| 2003                                                                            | 500                  | ?         | ?              | 1          | 1             |               | 500                      |                      |            |            | 1          |
| 2004                                                                            | 400                  | ?         | ?              | 1          | 1             |               | 400                      |                      |            |            | 1          |
| 2009                                                                            | 300                  | ?         | ?              | 1          | 1             |               | 300                      |                      |            |            | 2          |
| 2013                                                                            | 200                  | ?         | ?              | 1          | 1             |               | 200                      |                      |            |            | 2          |
| 2016                                                                            | 200                  | ?         | ?              | 1          | 1             |               | 200                      |                      |            |            | 2          |
| 2019                                                                            | 300                  |           |                |            |               |               |                          |                      |            |            | 2          |
| 2022                                                                            | 200                  | ?         | ?              |            |               |               |                          |                      |            |            | 2          |
| 2023                                                                            | 200                  | ?         | ?              |            |               |               |                          |                      |            |            | 1          |
| Fuente: Catholic-Hierarchy, que a su vez toma los datos del Anuario Pontificio. |                      |           |                |            |               |               |                          |                      |            |            |            |

## Episcopologio
- Giuseppe Khantzian † (18 de junio de 1949-1973 fallecido)
- Giovanni Koyounian † (21 de junio de 1973-1991 fallecido)
- Nechan Karakéhéyan, I.C.P.B. † (1991-27 de septiembre de 2000 nombrado eparca de Isfahán)
  - Sede vacante (2000-2025)
  - Nechan Karakéhéyan, I.C.P.B. † (27 de septiembre de 2000-21 de marzo de 2015 se retiró) (administrador apostólico)
  - Hovsep Bezazian (Bezouzou) (21 de marzo de 2015-25 de enero de 2025 cesado) (administrador apostólico)[4]
- Mikaël Bassalé, I.C.P.B., desde el 25 de enero de 2025